# Tågarp

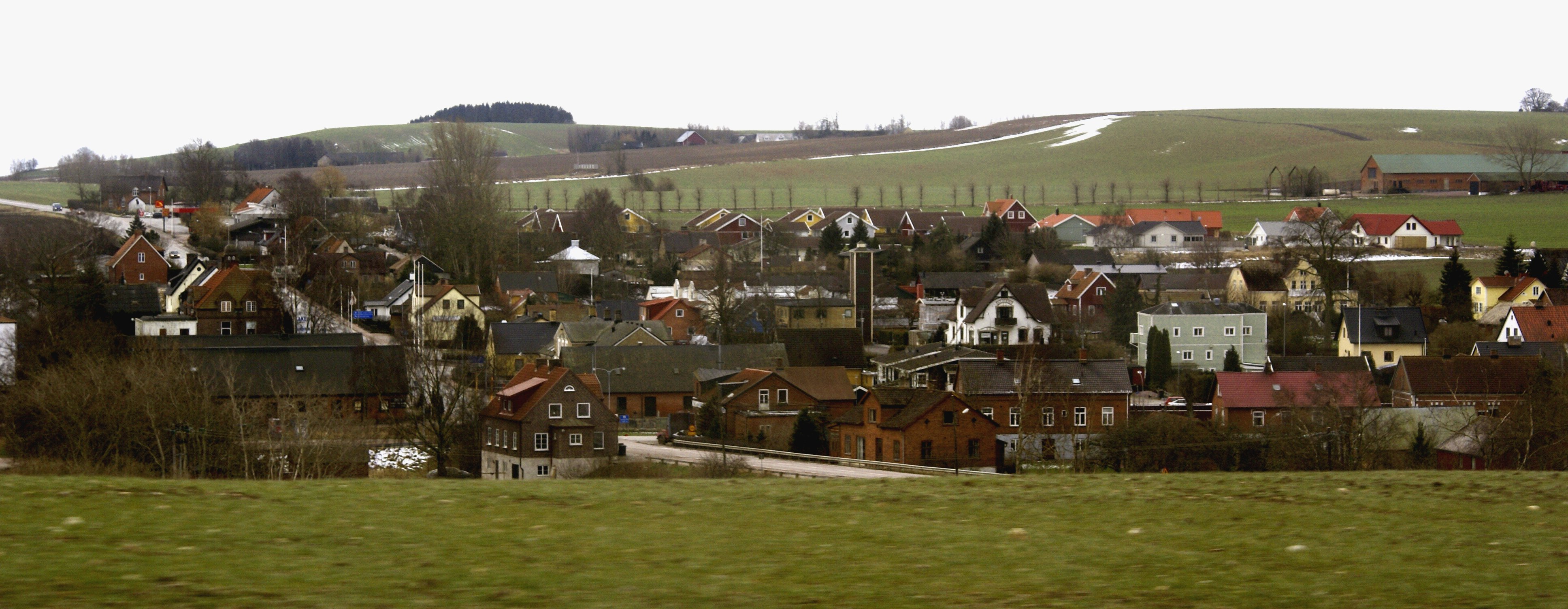
Tågarp

Tågarp ist ein Ort in der Gemeinde Svalöv nahe der Stadt Landskrona in der schwedischen Provinz Skåne län, der südlichsten Provinz Schwedens.
Nahe dem Ort liegt das 1967 gegründete Karmelitenkloster Kloster Norraby und das Ganggrab von Tågarp.